# Katarina af Sachsen-Lauenburg
 Katarina af Sachsen-Lauenburg (24. september 1513 — 23. september 1535) var datter af hertug Magnus 1. af Sachsen-Lauenburg og Katharina af Braunschweig-Wolfenbüttel. I 1531 blev hun gift med den svenske konge Gustav Vasa , og hun var dronning af Sverige fra 1531 til sin død i 1535.
Ægteskabet blev arrangeret af politiske grunde: Gustav Vasa ønskede at forbinde sig med en protestantisk tysk fyrstefamilie for derved at styrke sin nye kongeværdighed. En ægteskabskontrakt blev indgået i Lübeck den 19. marts 1531, og i juni samme år afsejlede den svenske flåde under Lars Siggeson Sparres ledelse for at hente bruden. Den 24. september 1551 på dronningens 18-års fødselsdag fandt brylluppet sted i Stockholm med stor festivitas. Imidlertid opstod der snart modsætninger mellem ægtefællerne. Katarina forstod næppe sin mand og var formodentlig melankolsk og utilfreds med de vilkår, hun blev budt. Gustaf Vasa var aggressiv, så der opstod ofte huslige skærmydsler. Skønt parret fik en søn, prins Erik, i 1533, synes der ikke at være indtrådt ændringer i parrets forhold. Katarina skal yderligere ved nogle uforsigtige ytringer have skabt splid mellem sin mand og hans frænder.
Under et bal, som fandt sted mens hun ventede sit andet barn, fik hun det dårligt og sank om. Komplikationer stødte til, og hun døde kort efter, inden hun havde født. I Danmark opstod der rygter om, at Gustav Vasa skulle have fremmet hendes død ved at have slået hende i hovedet, men kranieundersøgelser har ikke bekræftet disse rygter.
Hun er begravet i Uppsala Domkirke.